# Yanameyaiá

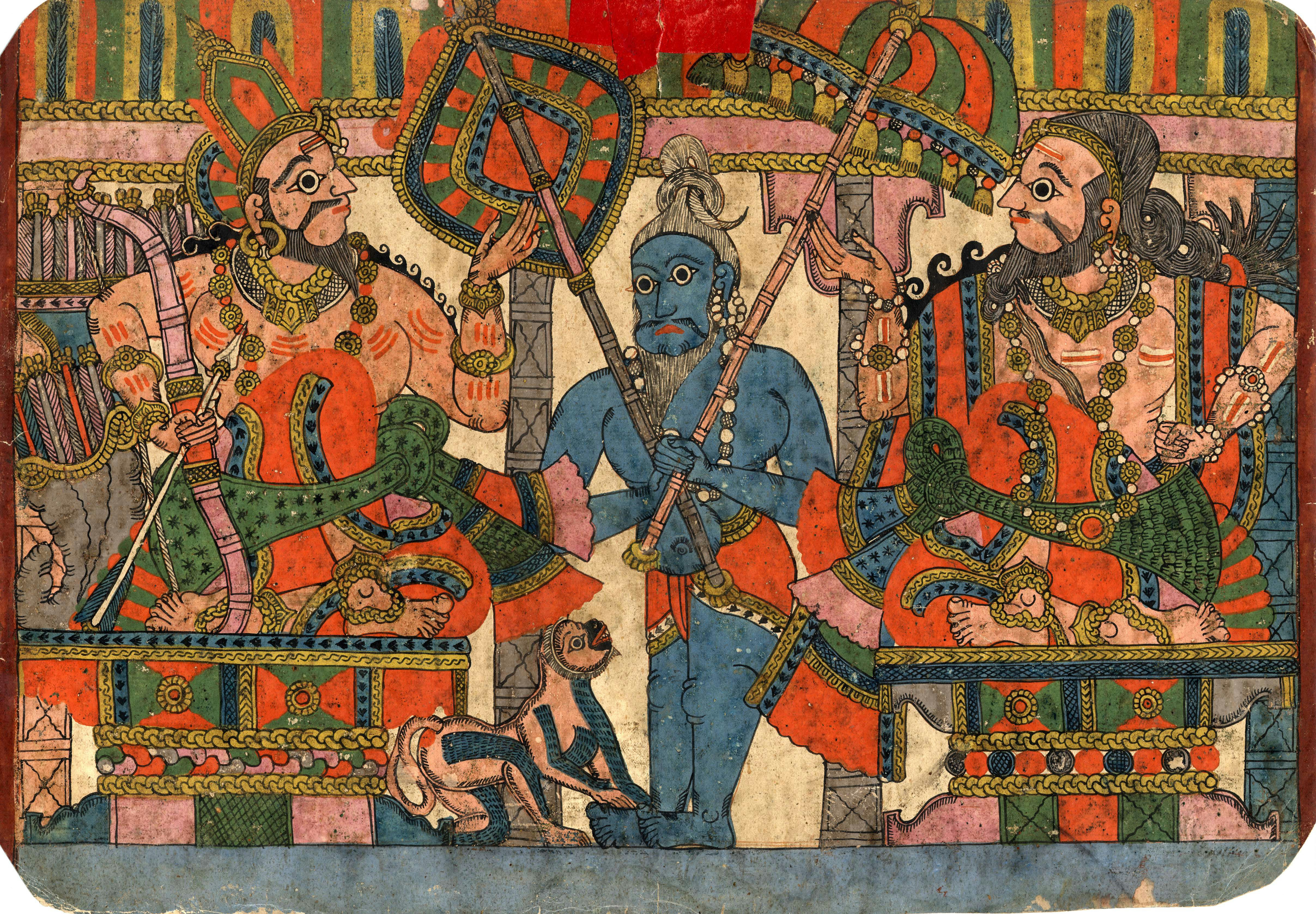
El rey Yanam Eyaiá (a la izquierda) escucha al sabio Viasa (a la derecha), que le cuenta la leyenda del rey Jarischandra. Acuarela tipo paithan (fines del siglo XIX) en poder del Museo Británico (Londres).

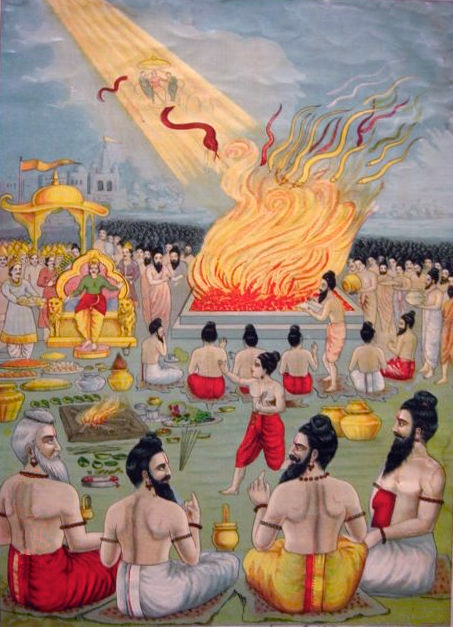
El sacrificio de nagas de Yanam Eyaiá, cuando Astika intenta detenerlo. El rey Yanam Eyaiá se encuentra a la izquierda, sentado en su trono.

Yanameyaiá o Janamejaya fue un rey kuru. Era hijo del rey Pariksit y su esposa Madravati.
Era nieto de Abhimaniu y bisnieto de Áryuna, el héroe guerrero del Mahābhārata (texto épico-religioso del siglo III a. C.).
Fue ascendido al trono kaurava tras la muerte de su padre.
Aparece como oyente de la primera narración del Mahābhārata, narrada por Vaisampayana, alumno del sabio Vyasa.
De acuerdo con el Vayu Puran y el Matsya Puran, hubo una disputa entre él y Vaisampayana. Posiblemente, como secuela, tuvo que abdicar en su hijo Shatanika.
- janamejaya, en el sistema AITS (alfabeto internacional para la transliteración del sánscrito).
- जनमेजय, en escritura devanagari del sánscrito.
- Pronunciación: /yánam eyaiá/.[4]
- Etimología: el que hace que el pueblo (jánam) tiemble (ejayá).[4]

## Familia
Yanam Eyaiá era hijo del rey Pariksit con la reina Madravati, y tenía varios hermanos: Bhimasena, Ugrasena y Śrutasena. Janmejaya fue sucedido por su hijo Ashvamedha Datta. Ashuamedhadatta fue sucedido por Adhisima Krisná.

## En la literatura védica
Yanam Eyaiá ―junto con su padre Pariksit― es uno de los pocos personajes del Mahābhārata (siglo III a. C.) que se menciona en algún texto anterior.

etena ha va aindrena mahabhishekena turah kavasheyo janamejayam parikshitam abhishisheka
‘con la [misma] gran ceremonia de unción de Indra, el [brahmán] Tura Kavaseia al hijo de Pariksit, Yanameyaiá’.
Aitareia-bráhmana (8, 21)

El Shatapatha Brahmana menciona que Yanam Eyaiá llevó a cabo un ashvamedha (sacrificio de caballo) en un lugar llamado Asandivat y el sacerdote brahmán que la realizó para él se llamaba Indrota Daivapa Shaunaka.

## En el «Majábharata»
En el Mahābhārata dice que Yanam Eyaiá tenía seis hermanos: Kaksasena, Ugrasena, Chitrasena, Indrasena, Sushena y Nakhaiasena.
En los capítulos iniciales de la epopeya se narran diversos aspectos de la vida de Yanam Eyaiá, incluyendo su conquista de la ciudad de Taksasila y su encuentro con el naga Taksaka. Yanam Eyaiá quería exterminar a la raza de los nagas, debido a que Taksaka había sido responsable de la muerte de su padre el rey Parikshit.
Yanam Eyaiá fue responsable de la narración de la famosa epopeya Majábharata, una historia de sus antepasados desde Bharata hasta la gran guerra de Kuruksetra entre sus bisabuelos los Pándavas y sus primos paternos los Kauravas. El Majábharata dice que el sabio Vaisampaiana
recitó este texto de memoria en el sarpa-satra (sacrificio de serpientes). Vaisampaiana lo había aprendido de su gurú Vedavyasa.
Después el rey le preguntó Vaisampaiana acerca de sus antepasados.

## El genocidio de la raza naga

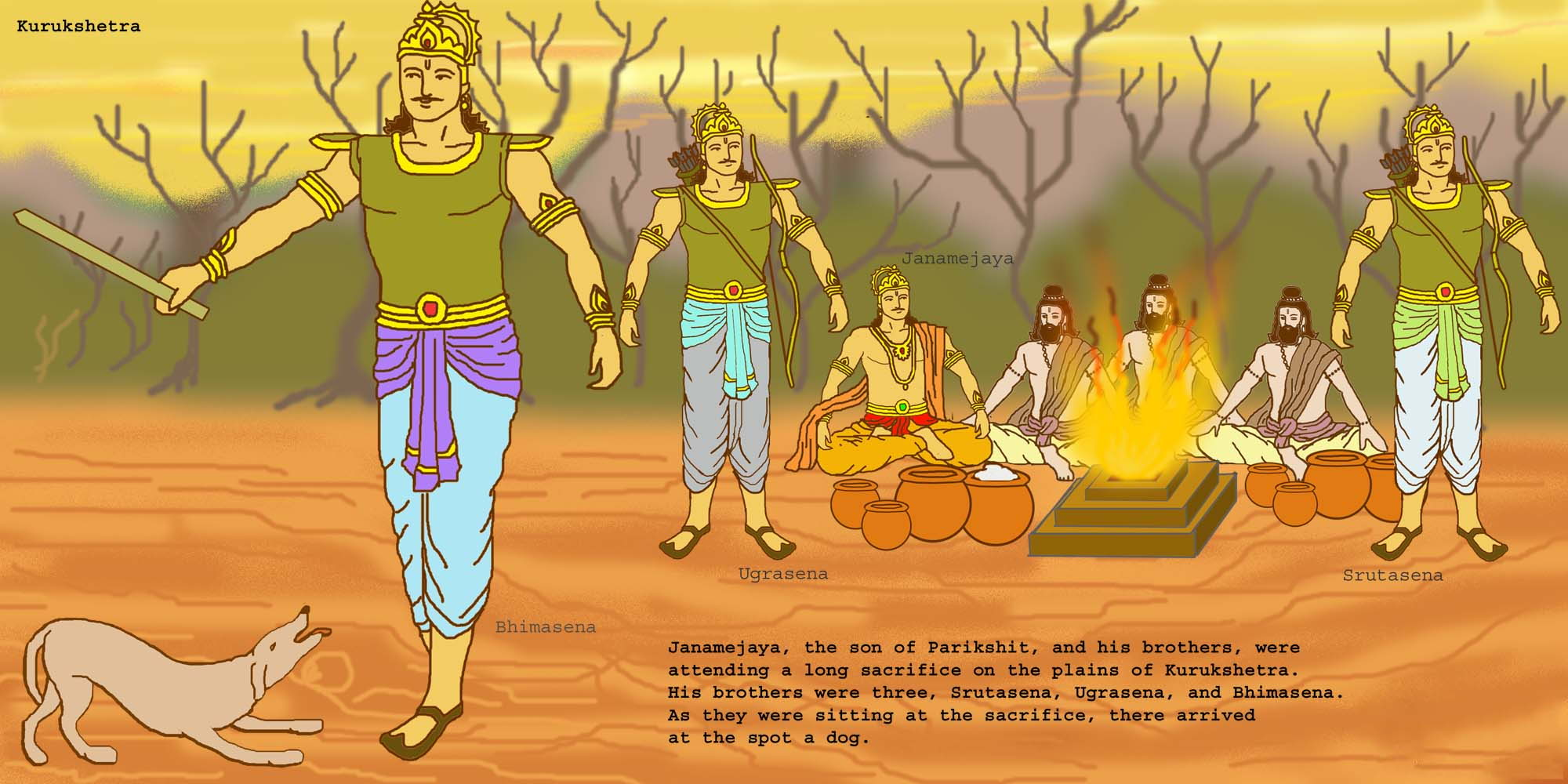
Yanameyaiá, el hijo de Parikshit, y sus hermanos, estaban asistiendo a un largo sacrificio en las planicies de Kurukshetra. Sus hermanos eran tres: Srutasena, Ugrasena y Bhimasena. Mientras estaban sentado en el sacrificio, llegó al sitio un perro.

El rey Yanam Eyaiá ascendió al trono de Jastinapura tras la muerte de su padre Parikshit. Según la leyenda, Parikshit ―el único descendiente vivo de la Dinastía kuru― había muerto por la mordedura de una serpiente. Un niño brahmán ―al enterarse de que Parikshit había irrespetado a su padre― lo había maldecido a morir envenenado.
Según el Majábharata, Yanam Eyaiá hizo un gran sarpa satra (un sacrificio de serpientes) que debía durar doce años. Como otro nombre de las serpientes (sarpa) es naga, el supersticioso Yanam Eyaiá decidió hacer desaparecer por completo a la etnia naga (posiblemente habitantes de los Himalayas o trasladado a Karu Nadu).
Mientras estaba llevando a cabo el genocidio de los nagas, un niño brahmán llamado Astika ―cuyo padre era brahmán pero su madre Manasá era una naga― se acercó a Yanam Eyaiá para disuadirlo. El rey finalmente liberó a Taksaka (el cacique de los nagas) y dejó la masacre de los nagas. A partir de entonces los nagas y los kurus vivieron en paz.
En la actualidad hay un sitio en las orillas del río Arind, en Bardan (en el distrito Mainpuri, unos 300 km al sureste de Nueva Delhi), ahora conocido como Parham (que podría ser una forma corrupta de Pariksit garh).
Allí se dice que un tanque de mampostería ―de pocas décadas de antigüedad― fue construido por el emperador Yanameyaiá hace 5000 años para marcar el sitio del pozo de sacrificios, conocido como Parikshit Kund (el estanque de Pariksit). Cerca de este pueblo hay ruinas de un fortín y se han encontrado algunas esculturas de piedra. Se dice que se remontan a la época del emperador Parikshit.
Otra leyenda popular local dice que, como consecuencia del sacrificio de serpiente de Yanameyaiá, en este lugar las serpientes son inofensivas.
Sin embargo, el Majábharata indica que el sacrificio sarpasatra se realizó en la planicie donde se había librado la batalla de Kuruksetra (unos 170 km al norte de Nueva Delhi).